# Kościół Przemienienia Pańskiego w Ropczycach
Kościół Przemienienia Pańskiego w Ropczycach – zabytkowy kościół parafialny z 1873 roku, znajdujący się w Ropczycach, w powiecie ropczycko-sędziszowskim, w województwie podkarpackim.
Kościół wpisany został do rejestru zabytków nieruchomych województwa podkarpackiego.

## Historia
Wcześniejszy gotycki kościół parafialny pw. św. Krzyża, został wzniesiony około 1368 roku. Na skutek dużego pożaru w 1873 roku, spłonęła większość domów w rynku, ratusz, budynki urzędów oraz kościół.
Obecny budynek został przebudowany w 1873 roku według projektu Teofila Żebrawskiego. Podwyższono mury, wyodrębniono nawy boczne, wnętrze nakryto sklepieniem oraz dobudowano od frontu wysoką wieżę i sygnaturkę. Świątynie konsekrował 28.06.1892 roku bp Ignacy Łobos. Po 1850 roku zmieniono jego tytuł na Przemienienie Pańskie .

## Architektura
Budynek murowany z czerwonej cegły zachował gotyckie cechy. Orientowany, halowy, oszkarpowany, okna zamknięte ostrołukiem, rozglifione. Prezbiterium niższe i węższe od nawy, zamknięte trójbocznie. Zakrystia z XVII wieku przylegająca do prezbiterium posiada sklepienie krzyżowe na gurcie. Neogotycka wieża frontowa nakryta ostrosłupowym hełmem. W latach 1948–1950 po północnej stronie dobudowano kaplicę .

## Wystrój i wyposażenie
Wyposażenie w sprzęty liturgiczne pochodzi z XVII i XVIII wieku.
- ołtarz główny „Przemienienia Pańskiego”;
- dwa ołtarze boczne z drewna: Matki Bożej Nieustającej Pomocy z 1893 roku i Matki Bożej Różańcowej;
- monstrancja z 1619 roku[2] .

## Otoczenie
Od strony północnej dzwonnica wybudowana w latach 1987–1989 z pięcioma dzwonami, poświęcona w 1991 roku .